# Quedlinburger Italafragmente

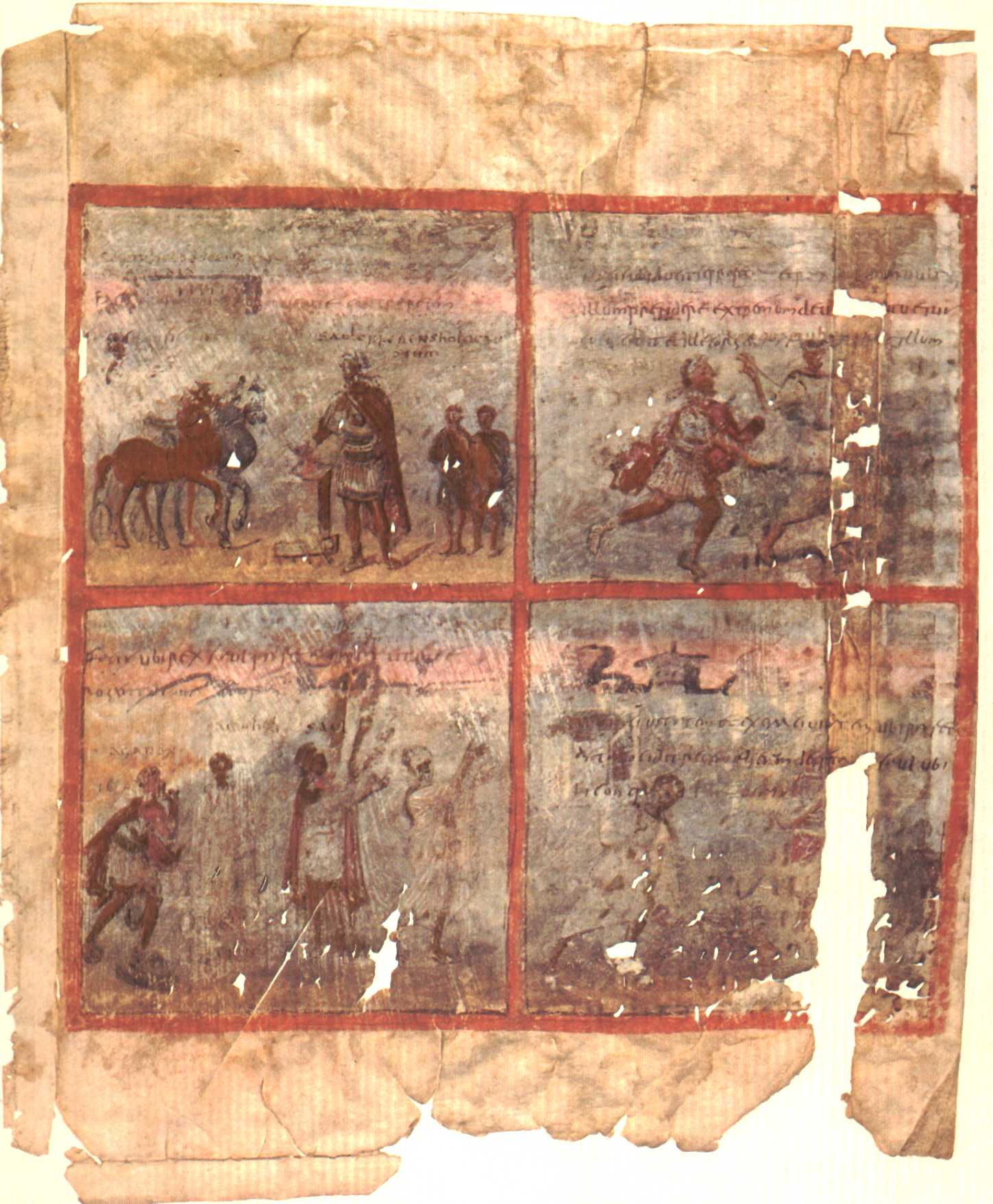
Fol. 2

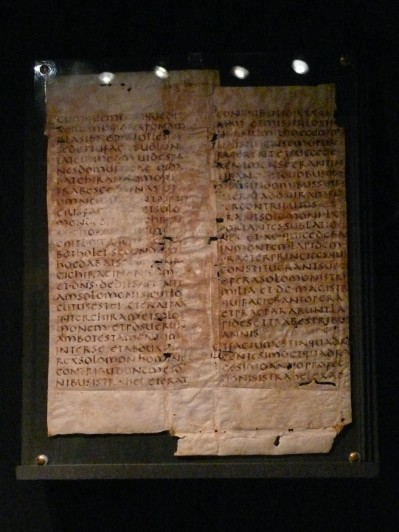
Textseite

Die Quedlinburger Italafragmente sind sechs Pergamentblätter einer Handschrift wahrscheinlich aus dem frühen 5. Jahrhundert. Sie enthalten Texte und Miniaturen aus dem 1. Buch Samuel des Alten Testaments (Tanach). Ein Blatt enthält Text in der ältesten lateinischen Fassung der Bibel (Vetus Latina, früher auch Itala genannt) und ist in großen Unzialen geschrieben. Die anderen Blätter enthalten je zwei bis fünf farbige Miniaturen mit kurzen Texten. Die Abbildungen sind die ältesten bekannten in einer biblischen Handschrift. Sie sind im antiken illusionistischen Stil gestaltet und sehr detailreich.
Die ersten zwei Seiten entdeckte 1865 der Historiker George Adalbert von Mülverstedt als Einbände eines Verzeichnisses von Quedlinburger Pfarreinnahmen der Jahre 1617/1618. Vier Jahre später, 1869, fand Bürgermeister Gustav Brecht zwei weitere Seiten, welche auf die Einbandinnenseiten einer Quedlinburger Polizeiordnung des 17. Jahrhunderts geklebt waren. 1888 entdeckte der Archivar Adalbert Düning die fünfte und Fragmente einer sechsten Seite als Einband eines Registers von 1619 bis 1926. Sämtliche Seiten hatte der Buchbinder Asmus Reitel im 17. Jahrhundert als Einbandmaterial verwendet.
Vier Blätter befinden sich heute in der Staatsbibliothek zu Berlin, Signatur Cod. theol. lat. 285, eines in der Stiftskirche St. Servatius in Quedlinburg.